# Rick Santers
Rick Santers (Toronto, 29 marzo 1958) è un tastierista e chitarrista canadese noto per essere stato il tastierista della band canadese Triumph.

## Carriera
Entra nel gruppo nel 1983 e vi rimane per dieci anni.
Ricopre il ruolo di seconda chitarra e suona inoltre la tastiera.

## Discografia
- 1994 - First Shot

| Controllo di autorità | VIAF (EN) 79903997 |